# Quinzième district congressionnel de l'Illinois
Le 15e district congressionnel de l'Illinois est actuellement situé dans le centre de l'Illinois. Il était situé dans l'est et le sud-est de l'Illinois jusqu'en 2022. Il est actuellement représenté par la Républicaine Mary Miller.
Avec un indice CPVI de R + 26, c'est le district le plus républicain de l'Illinois. Dans la majeure partie du district, il n'y a pas de démocrates élus au-dessus du niveau du comté, et Donald Trump a remporté plus de 70% des voix du district dans ses deux candidatures à la présidence.

## Géographie

### Redécoupage de 2011
Le district couvre des parties des comtés de Bond, Champaign, Ford et Madison, et la totalité des comtés de Clark, Clay, Clinton, Coles, Crawford, Cumberland, Douglas, Edgar, Edwards, Effingham, Fayette, Gallatin, Hamilton, Hardin, Jasper, Johnson, Lawrence, Madison, Marion, Massac, Moultrie, Pope, Richland, Saline, Shelby, Vermilion, Wabash, Washington, Wayne et White. Tout ou partie de Centralia, Charleston, Danville, Edwardsville, Effingham, Glen Carbon, Mattoon et Rantoul seront inclus. Les représentants de ces districts ont été élus lors des élections primaires et générales de 2012, et les limites sont entrées en vigueur le 5 janvier 2013.

### Redécoupage de 2021
| #   | Comté      | Siège          | Population |
| --- | ---------- | -------------- | ---------- |
| 1   | Adams      | Quincy         | 64 441     |
| 5   | Bond       | Greenville     | 16 450     |
| 9   | Brown      | Mount Sterling | 6294       |
| 13  | Calhoun    | Hardin         | 4317       |
| 17  | Cass       | Virginia       | 12 596     |
| 19  | Champaign  | Urbana         | 205 644    |
| 21  | Christian  | Taylorville    | 33 228     |
| 29  | Coles      | Charleston     | 46 060     |
| 39  | DeWitt     | Clinton        | 15 365     |
| 41  | Douglas    | Tuscola        | 19 629     |
| 45  | Edgar      | Paris          | 16 334     |
| 51  | Fayette    | Vandalia       | 21 164     |
| 57  | Fulton     | Lewistown      | 32 541     |
| 59  | Greene     | Carrollton     | 11 543     |
| 67a | Hancock    | Carthage       | 17 186     |
| 71  | Henderson  | Oquawka        | 6088       |
| 83  | Jersey     | Jerseyville    | 21 091     |
| 107 | Logan      | Lincoln        | 27 590     |
| 109 | McDonough  | Macomb         | 26 839     |
| 115 | Macon      | Decatur        | 100 591    |
| 119 | Madison    | Edwardsville   | 262 752    |
| 125 | Mason      | Havana         | 12 523     |
| 131 | Mercer     | Aledo          | 15 487     |
| 129 | Menard     | Petersburg     | 11 954     |
| 135 | Montgomery | Hillsboro      | 27 663     |
| 137 | Morgan     | Jacksonville   | 32 140     |
| 139 | Moultrie   | Sullivan       | 14 342     |
| 147 | Piatt      | Monticello     | 16 714     |
| 149 | Pike       | Pittsfield     | 14 342     |
| 167 | Sangamon   | Springfield    | 193 491    |
| 169 | Schuyler   | Rushville      | 6733       |
| 171 | Scott      | Winchester     | 4710       |
| 173 | Shelby     | Shelbyville    | 20 568     |
| 183 | Vermillion | Danville       | 71 652     |
| 187 | Warren     | Monmouth       | 16 185     |

### Villes et CDP de 10 000 habitants ou plus
- Springfield - 114 394
- Decatur - 69 097
- Quincy - 39 463
- Edwardsville - 26 808
- Alton - 25 676
- Collinsville - 24 366
- Godfrey - 17 825
- Jacksonville - 17 616
- Charleston - 17 286
- Mattoon - 16 870
- Macomb - 15 051
- Glen Carbon - 13 842
- Lincoln - 13 288
- Troy - 10 960
- Taylorville - 10 506

### Villes 2 500 à 10 000 habitants
- Highland - 9 991
- Mahomet - 9 434
- Jerseyville - 8 337
- Paris - 8 291
- Maryville - 8 221
- Vandalia - 7 458
- Greenville - 7 083
- Clinton - 7 004
- Litchfield - 6 605
- Mount Zion - 6 019
- Beardstown - 5 951
- Monticello - 5.941
- Hillsboro - 5.902
- Pana - 5 199
- Shelbyville - 4 674
- Sherman - 4 673
- Tuscola - 4 636
- Sullivan - 4 413
- Pittsfield - 4 206
- Joseph - 3 810
- Aledo - 3 633
- Tolono - 3 604
- Riverton - 3 532
- South Jacksonville - 3 302
- Georgetown - 3 143
- Rushville - 3 005
- Havana - 2 963
- Arcola - 2 927
- Holiday Shores - 2 840
- Hamilton - 2 753
- Bushnell - 2 718

À partir du redécoupage de 2020, ce district passera de la couverture du sud-est de l'Illinois à la majorité du centre de l'Illinois. Le district comprend Calhoun, Jersey, Greene, Pike, Scott, Morgan, Cass, Brown, Adams, Schuyler, Menard, Mason, Hancock, Henderson, Logan, DeWitt, Edgar, Douglas, Moultrie, Shelby, Christian, Montgomery, Fayette, et le Comté de Bond ; la plupart des comtés de Madison, Macon, Champaign et Warren ; la moitié des comtés de Sangamon, Piatt et Coles ; et une partie du Comté de Vermillion.
Le Comté de Madison est divisé entre ce district et le 13e district. Ils sont divisés du côté ouest par Summer St, Belleview Ave, State St, Bluff St, W 9th St, Illinois Highway 111, US Highway 67, Humbert Rd, Northwest Dr, Seminary Rd, Harris Ln, Wood Station Rd, Torch Club Rd, and Seller Rd, West Fork Wood River. They are partitioned on the eastern side by West County Line Rd, Main St, County Line Rd, Voorhees Ln, Cahokia Creek, Old Carpenter Rd, Illinois Highway 143, McCoy Dr, Alexander Dr, Dunlap Lake, Old Troy Rd, Illinois State Rte 159, Vandalia St, Union Ave, Portland St, Lebanon Rd, E Main St, and Illinois Highway 159. Le 15e district englobe les municipalités de Highland, Troy, Hamel, Holiday Shores, Prairietown, Williamson, Livingston, Worden, Alhambra, Marine, St. Jacob, New Douglas; la majorité de Godfrey et une partie de Collinsville, Alton, Maryville, Glen Carbon et Edwardsville.
Le Comté de Macon est divisé entre ce district et le 13e district. Ils sont divisés du côté nord par Wise Rd. They are partitioned on the southern side by Sangamon River, Lincoln Memorial Parkway, Pebble Springs Rd, River Dr, W Hill Rd, S Twin Lakes Rd, US Highway 36, Illinois Highway 72, Bloomington Rd, W Mound Rd, Greenridge Dr, Illinois Highway 121, W Pershing Rd, Summit Ave, W Ravina Park Rd, Home Park Rd, N Westlawn Ave, W Marietta St, N Taylor Ave, N Fairview Ave, W Lincoln Park Dr, Illinois Highway 105, S Maffit St, E Riverside Ave, S Jasper St, E Lake Shore Dr, Lake Decatur, Norfolk Southern Railroad, Norfolk Ave, N 70th St, and William St Rd/Norfolk Rd. Le 15e district comprend les municipalités de Macon, Maroa, Mount Zion, Long Creek, Argenta, Boody, Blue Mound, Elwin et Macon; une partie de Harristown et les parties extérieures sud et ouest de Decatur.
Le Comté de Champaign est divisé entre ce district, le 2e district et le 13e district. Les 15e et 2e districts sont divisés par County Road 3000 N, County Road 1200 E, County Road 2800 N, County Road 1500 E, Liberty Ave, E Chandler St, County Road 1800 E, and County Road 2800 N, and County Road 2000 E. The 15th and 13th districts are partitioned by County Road 300 E, County Road 600 N, County Road 600 E, County Road 900 N, County Road 1200 E, W Old Church Rd, Deers Rd, County Road 1800 E, Airport Rd, US Highway 45, E Olympian Rd, N Willow Rd, E Ford Harris Rd, County Road 2000 N, N Duncan Rd, W Bloomington Rd, N Staley Rd, W Cardinal Rd, and County Road 1800 N. Le 15e district englobe les municipalités de Mahomet, Saint-Joseph, Tolono, Thomasboro, Homer, Lake of the Woods, Gifford, Penfield, Royal, Ogden, Sidney, Sadorus, Pesotum, Longview, Allerton (partagé avec le Comté de Vermillon), et Broadlands; une partie de Fisher.
Le Comté de Warren est divisé entre ce district et le 17e district. Ils sont divisés par la 60e Rue et la 180e Avenue. Le 15e district englobe les municipalités de Little York, Kirkwood, Roseville et Cameron.
Le comté de Sangamon est divisé entre ce district et le 13e district. Ils sont divisés par Lead Line Rd, Mansion Rd, N Main St, US Highway 72, Cockrell Ln, Hollis Dr, S Koke Mill Rd, Sangamon Valley Trail, Tozer Rd, Central Point Rd, Illinois Highway 29, North 1st St, East Sangamon Ave, US Highway I-55, South Grand Ave East, East Cook Rd, East Walnut Rd, Clear Lake Rd, Pfeiffer Rd, Barclay Rd, W Thompson Rd, and N Carpenter Rd. Le 15e district comprend les municipalités de New Berlin, Sherman, Williamsville et Riverton, Loami, Berlin, Curran, Pleasant Plains, Cantrall, Sherman et Clear Lake ; une partie de Springfield.
Le Comté de Piatt est divisé entre ce district et le 13e district. Ils sont divisés au nord par E County Road 1800 N. They are partitioned on the southern side by E County Road 400 N and E County Road 600 N. Le 15e district englobe les municipalités de Mansfield, De Land, La Place, Hammond, Atwood (partagé avec le Comté de Douglas), White Heath et une partie de Monticello.
Le Comté de Fulton est divisé entre ce district et le 17e district. Ils sont séparés par l'East Oscar Linn Highway. Le 15e district englobe les municipalités d'Astoria, Lewistown, Table Grove, Vermont, Ipava et Liverpool.
Le Comté de McDonough est divisé entre ce district et le 17e district. Ils sont divisés par l'US Highway 136, US Highway 67, N 1150th Rd, Grant St, Deer Rd, N 1200th St, S Quail Walk Rd, Jamestown Rd, Arlington Rd, La Moine River, Emory Rd, N 1400th Rd, Krohe Dr, E 1200th St, N 1800th Rd, and E 1900th St, N 1700th St, E 2000th St. Le 15e district englobe les municipalités de Colchester, Bushnell, Prairie City, Good Hope, Sciota, Blandinsville, Tennessee, Adair et Industry ainsi qu'une partie de Macomb.
Le Comté de Mercer est divisé entre ce district et le 17e district. Ils sont divisés par la 220th St Le 15e district englobe les municipalités d'Aledo, Keithsburg, New Boston, Eliza, Millersburg, Joy, Seaton et Hamlet.
Le Comté de Coles est divisé entre ce district et le 12e district. Ils sont divisés par West St, North County Rd 1800 East, Lincoln Prairie Grass Trail, 18th St, County Rd 1600 East, County Rd 400 North, County Rd 1240 East, Illinois Route 16, Dettro Dr, 700 North Rd, Old Fellow Rd, and the Kickapoo Creek. Le 15e district comprend les municipalités de Charleston et Humboldt et la majorité de Mattoon.
Le Comté de Vermillion est divisé entre ce district et le 2e district. Ils sont divisés par Twin Hills Rd, 1730 East, 1295 North, 1700 East, 1200 North, 1670 Rd East, 1050 North, Highway 150, Westville Ln, 1100 North, 800 East, 1200 North, and Lincoln Trail Rd. Le 15e district comprend les municipalités de Georgetown, Indianola, Ridge Farm, Fairmount, Allerton (partagé avec le Comté de Champaign), Sidell et Olivet.

## Historique de vote
Ce tableau indique comment le district a voté aux élections présidentielles américaines ; les résultats des élections reflètent le vote dans la circonscription telle qu'elle était configurée au moment de l'élection, et non telle qu'elle est configurée aujourd'hui.
| Année | Poste     | Résultats              |
| ----- | --------- | ---------------------- |
| 2000  | Président | Bush 54,0 % – 42,0 %   |
| 2004  | Président | Bush 58,0 % – 41,0 %   |
| 2008  | Président | McCain 50,0 % – 47,0 % |
| 2012  | Président | Romney 64,0 % – 34,0 % |
| 2016  | Président | Trump 71,0 % – 25,0 %  |
| 2020  | Président | Trump 72,0 % – 25,0 %  |

Ce tableau indique comment le district a voté lors des récentes élections à l'échelle de l'État ; les résultats des élections reflètent le vote dans la circonscription telle qu'elle est actuellement configurée, pas nécessairement telle qu'elle était au moment de ces élections.
| Année | Poste             | Résultats                  |
| ----- | ----------------- | -------------------------- |
| 2016  | Président         | Trump 66,0 % – 27,7 %      |
| 2016  | Sénat             | Kirk 59,9 % – 34,7 %       |
| 2018  | Gouverneur        | Rauner 55,6 % – 29,8 %     |
| 2018  | Procureur Général | Harold 68,7 % – 28,3 %     |
| 2018  | Secrétaire d'État | White 50,3 % – 47,1 %      |
| 2020  | Président         | Trump 68,3 % – 29,6 %      |
| 2020  | Sénat             | Curran 64,8 % – 32,2 %     |
| 2022  | Sénat             | Salvi 65,5 % – 32,4 %      |
| 2022  | Gouverneur        | Bailey 68,6 % – 28,7 %     |
| 2022  | Procureur Général | Tom Devora 68,9 % – 28,5 % |
| 2022  | Secrétaire d'État | Brady 69,1 % – 28,7 %      |

## Liste des Représentants du district
| Membre                          | Parti       | Années                            | Congrès     | Histoire électorale |
| ------------------------------- | ----------- | --------------------------------- | ----------- | --- |
| District établit le 4 mars 1873 |             |                                   |             | |
| John R. Eden (en)               | Démocrate   | 4 mars 1873 - 3 mars 1879         | 43e - 45e   | Élu en 1872. Réélu en 1874. Réélu en 1876. Perds sa renomination |
| Albert P. Forsythe (en)         | Greenback   | 4 mars 1879 - 3 mars 1881         | 46e         | Élu en 1878. Perds sa réélection en tant que Républicain. |
| Samuel W. Moulton (en)          | Démocrate   | 4 mars 1881 - 3 mars 1883         | 47e         | Élu en 1880. Redécoupage vers le 17e district. |
| Joseph G. Cannon (en)           | Républicain | 4 mars 1883 - 3 mars 1891         | 48e - 51e   | Redécoupage depuis le 14e district et réélu en 1882. Réélu en 1884. Réélu en 1886. Réélu en 1888. Perds sa réélection.                                                       |
| Samuel T. Busey (en)            | Démocrate   | 4 mars 1891 - 3 mars 1893         | 52e         | Élu en 1890. Perds sa réélection. |
| Joseph G. Cannon (en)           | Républicain | 4 mars 1893 - 3 mars 1895         | 53e         | Élu en 1892. Redécoupage depuis le 12e district. |
| Benjamin F. Marsh (en)          | Républicain | 4 mars 1895 - 3 mars 1901         | 54e - 56e   | Redécoupage depuis le 11e district et réélu en 1894. Réélu en 1896. Réélu en 1898. Perds sa réélection.                                                                      |
| J. Ross Mickey (en)             | Démocrate   | 4 mars 1901 - 3 mars 1903         | 57e         | Élu en 1900. Retrait. |
| George W. Prince (en)           | Républicain | 4 mars 1903 - 3 mars 1913         | 58e 62e     | Redécoupage depuis le 10e district et réélu en 1902. Réélu en 1904. Réélu en 1906. Réélu en 1908. Réélu en 1910. Perds sa réélection.                                        |
| Stephen A. Hoxworth (en)        | Démocrate   | 4 mars 1913 - 3 mars 1915         | 63e         | Élu en 1912. Retrait. |
| Edward John King (en)           | Républicain | 4 mars 1915 - 17 février 1929     | 64e - 70e   | Élu en 1914. Réélu en 1916. Réélu en 1918. Réélu en 1920. Réélu en 1922. Réélu en 1924. Réélu en 1926. Réélu en 1928. Décès.                                                 |
| Vacant                          | Vacant      | 17 février 1929 - 4 novembre 1930 | 70e , 71e   | |
| Burnett M. Chiperfield (en)     | Républicain | 4 novembre 1930 - 3 mars 1933     | 71e , 72e   | Élu pour terminer le mandat de King. Réélu en 1930. Perds sa réélection. |
| J. Leroy Adair (en)             | Démocrate   | 4 mars 1933 - 3 janvier 1937      | 73e , 74e   | Élu en 1932. Réélu en 1934. Retrait. |
| Lewis L. Boyer (en)             | Démocrate   | 3 janvier 1937 - 3 janvier 1939   | 75e         | Élu en 1936. Perds sa réélection. |
| Robert B. Chiperfield (en)      | Républicain | 3 janvier 1939 - 3 janvier 1949   | 76e - 80e   | Élu en 1938. Réélu en 1940. Réélu en 1942. Réélu en 1944. Réélu en 1946. Redécoupage vers le 19e district.                                                                   |
| Noah M. Mason (en)              | Républicain | 3 janvier 1949 - 3 janvier 1963   | 81e - 87e   | Redécoupage depuis le 12e district et réélu en 1948. Réélu en 1950. Réélu en 1952. Réélu en 1954. Réélu en 1956. Réélu en 1958. Réélu en 1960. Retrait.                      |
| Charlotte T. Reid (en)          | Républicain | 3 janvier 1963 - 7 octobre 1971   | 88e - 92e   | Élue en 1962. Réélue en 1964. Réélue en 1966. Réélue en 1968. Réélue en 1970. Démissionne pour devenir membre de la FCC.                                                     |
| Vacant                          | Vacant      | 7 octobre 1971 - 4 avril 1972     | 92e         | |
| Cliffard D. Carlson (en)        | Républicain | 4 avril 1972 - 3 janvier 1972     | 92e         | Élu pour terminer le mandat de Reid. Retrait. |
| Leslie C. Arends (en)           | Républicain | 3 janvier 1973 - 31 décembre 1974 | 93e         | Redécoupage depuis le 17e district et réélu en 1972. Démissionne. |
| Tim Lee Hall (en)               | Démocrate   | 3 janvier 1975 - 3 janvier 1977   | 94e         | Élu en 1974. Perds sa réélection. |
| Tom Corcoran (en)               | Républicain | 3 janvier 1977 - 3 janvier 1983   | 94e         | Élu en 1976. Réélu en 1978. Réélu en 1980. Redécoupage vers le 14e district.                                                                                                 |
| Edward R. Madigan               | Républicain | 3 janvier 1983 - 3 mars 1991      | 95e - 97e   | Redécoupage depuis le 21e district et réélu en 1982. Réélu en 1984. Réélu en 1986. Réélu en 1988. Réélu en 1990. Démissionne pour devenir Secrétaire d'État à l'Agriculture. |
| Vacant                          | Vacant      | 8 mars 1991 - 2 juillet 1991      | 98e - 102e  | |
| Thomas W. Ewing (en)            | Républicain | 2 juillet 1991 - 3 janvier 2001   | 102e - 106e | Élu pour terminer le mandat de Madigan. Réélu en 1992. Réélu en 1994. Réélu en 1996. Réélu en 1998. Retrait.                                                                 |
| Timothy V. Johnson (en)         | Républicain | 3 janvier 2001 - 3 janvier 2013   | 107e - 112e | Élu en 2000. Réélu en 2002. Réélu en 2004. Réélu en 2006. Réélu en 2008. Réélu en 2010. Retrait.                                                                             |
| John Shimkus                    | Républicain | 3 janvier 2013 - 3 janvier 2021   | 113e - 116e | Redécoupage depuis le 19e district. Réélu en 2012. Réélu en 2014. Réélu en 2016. Réélu en 2018. Retrait.                                                                     |
| Mary Miller                     | Républicain | 3 janvier 2021 - Présent          | 117e , 118e | Élue en 2020. Réélue en 2022. |

## Résultats des récentes élections
Voici les résultats des dix précédents cycles électoraux dans le district.

### 2004
| Élection de 2004 du 15e district congressionnel de l'Illinois | Élection de 2004 du 15e district congressionnel de l'Illinois | Élection de 2004 du 15e district congressionnel de l'Illinois | Élection de 2004 du 15e district congressionnel de l'Illinois | Élection de 2004 du 15e district congressionnel de l'Illinois |
| ------------------------------------------------------------- | ------------------------------------------------------------- | ------------------------------------------------------------- | ------------------------------------------------------------- | ------------------------------------------------------------- |
| Parti                                                         | Parti                                                         | Candidat                                                      | Votes                                                         | %                                                             |
|                                                               | Républicain                                                   | Timothy V. Johnson (en) (sortant)                             | 178 114                                                       | 61,1                                                          |
|                                                               | Démocrate                                                     | David Gill                                                    | 113 625                                                       | 38,9                                                          |
| Total des votes                                               | Total des votes                                               | Total des votes                                               | 291 739                                                       | 100%                                                          |
|                                                               | Les Républicains conservent                                   |                                                               |                                                               |                                                               |

### 2006
| Élection de 2006 du 15e district congressionnel de l'Illinois | Élection de 2006 du 15e district congressionnel de l'Illinois | Élection de 2006 du 15e district congressionnel de l'Illinois | Élection de 2006 du 15e district congressionnel de l'Illinois | Élection de 2006 du 15e district congressionnel de l'Illinois |
| ------------------------------------------------------------- | ------------------------------------------------------------- | ------------------------------------------------------------- | ------------------------------------------------------------- | ------------------------------------------------------------- |
| Parti                                                         | Parti                                                         | Candidat                                                      | Votes                                                         | %                                                             |
|                                                               | Républicain                                                   | Timothy V. Johnson (en) (sortant)                             | 116 810                                                       | 57,6                                                          |
|                                                               | Démocrate                                                     | David Gill                                                    | 86 025                                                        | 42,4                                                          |
| Total des votes                                               | Total des votes                                               | Total des votes                                               | 202 835                                                       | 100%                                                          |
|                                                               | Les Républicains conservent                                   |                                                               |                                                               |                                                               |

### 2008
| Élection de 2008 du 15e district congressionnel de l'Illinois | Élection de 2008 du 15e district congressionnel de l'Illinois | Élection de 2008 du 15e district congressionnel de l'Illinois | Élection de 2008 du 15e district congressionnel de l'Illinois | Élection de 2008 du 15e district congressionnel de l'Illinois |
| ------------------------------------------------------------- | ------------------------------------------------------------- | ------------------------------------------------------------- | ------------------------------------------------------------- | ------------------------------------------------------------- |
| Parti                                                         | Parti                                                         | Candidat                                                      | Votes                                                         | %                                                             |
|                                                               | Républicain                                                   | Timothy V. Johnson (en) (sortant)                             | 187 121                                                       | 64,2                                                          |
|                                                               | Démocrate                                                     | Steve Cox                                                     | 104 393                                                       | 35,8                                                          |
| Total des votes                                               | Total des votes                                               | Total des votes                                               | 291 514                                                       | 100%                                                          |
|                                                               | Les Républicains conservent                                   |                                                               |                                                               |                                                               |

### 2010
| Élection de 2010 du 15e district congressionnel de l'Illinois | Élection de 2010 du 15e district congressionnel de l'Illinois | Élection de 2010 du 15e district congressionnel de l'Illinois | Élection de 2010 du 15e district congressionnel de l'Illinois | Élection de 2010 du 15e district congressionnel de l'Illinois |
| ------------------------------------------------------------- | ------------------------------------------------------------- | ------------------------------------------------------------- | ------------------------------------------------------------- | ------------------------------------------------------------- |
| Parti                                                         | Parti                                                         | Candidat                                                      | Votes                                                         | %                                                             |
|                                                               | Républicain                                                   | Timothy V. Johnson (en) (sortant)                             | 136 915                                                       | 64,3                                                          |
|                                                               | Démocrate                                                     | David Gill                                                    | 75 948                                                        | 35,7                                                          |
| Total des votes                                               | Total des votes                                               | Total des votes                                               | 212 863                                                       | 100%                                                          |
|                                                               | Les Républicains conservent                                   |                                                               |                                                               |                                                               |

### 2012
| Élection de 2012 du 15e district congressionnel de l'Illinois | Élection de 2012 du 15e district congressionnel de l'Illinois | Élection de 2012 du 15e district congressionnel de l'Illinois | Élection de 2012 du 15e district congressionnel de l'Illinois | Élection de 2012 du 15e district congressionnel de l'Illinois |
| ------------------------------------------------------------- | ------------------------------------------------------------- | ------------------------------------------------------------- | ------------------------------------------------------------- | ------------------------------------------------------------- |
| Parti                                                         | Parti                                                         | Candidat                                                      | Votes                                                         | %                                                             |
|                                                               | Républicain                                                   | John Shimkus (sortant)                                        | 205 775                                                       | 68,6                                                          |
|                                                               | Démocrate                                                     | Angela Michael                                                | 94 162                                                        | 31,4                                                          |
| Total des votes                                               | Total des votes                                               | Total des votes                                               | 299 937                                                       | 100%                                                          |
|                                                               | Les Républicains conservent                                   |                                                               |                                                               |                                                               |

### 2014
| Élection de 2014 du 15e district congressionnel de l'Illinois | Élection de 2014 du 15e district congressionnel de l'Illinois | Élection de 2014 du 15e district congressionnel de l'Illinois | Élection de 2014 du 15e district congressionnel de l'Illinois | Élection de 2014 du 15e district congressionnel de l'Illinois |
| ------------------------------------------------------------- | ------------------------------------------------------------- | ------------------------------------------------------------- | ------------------------------------------------------------- | ------------------------------------------------------------- |
| Parti                                                         | Parti                                                         | Candidat                                                      | Votes                                                         | %                                                             |
|                                                               | Républicain                                                   | John Shimkus (sortant)                                        | 166 274                                                       | 74,9                                                          |
|                                                               | Démocrate                                                     | Eric Thorsland                                                | 55 652                                                        | 25,1                                                          |
| Total des votes                                               | Total des votes                                               | Total des votes                                               | 221 926                                                       | 100%                                                          |
|                                                               | Les Républicains conservent                                   |                                                               |                                                               |                                                               |

### 2016
| Élection de 2016 du 15e district congressionnel de l'Illinois, | Élection de 2016 du 15e district congressionnel de l'Illinois, | Élection de 2016 du 15e district congressionnel de l'Illinois, | Élection de 2016 du 15e district congressionnel de l'Illinois, | Élection de 2016 du 15e district congressionnel de l'Illinois, |
| -------------------------------------------------------------- | -------------------------------------------------------------- | -------------------------------------------------------------- | -------------------------------------------------------------- | -------------------------------------------------------------- |
| Parti                                                          | Parti                                                          | Candidat                                                       | Votes                                                          | %                                                              |
|                                                                | Républicain                                                    | John Shimkus (sortant)                                         | 274 554                                                        | 100%                                                           |
|                                                                | Les Républicains conservent                                    |                                                                |                                                                |                                                                |

### 2018
| Élection de 2018 du 15e district congressionnel de l'Illinois | Élection de 2018 du 15e district congressionnel de l'Illinois | Élection de 2018 du 15e district congressionnel de l'Illinois | Élection de 2018 du 15e district congressionnel de l'Illinois | Élection de 2018 du 15e district congressionnel de l'Illinois |
| ------------------------------------------------------------- | ------------------------------------------------------------- | ------------------------------------------------------------- | ------------------------------------------------------------- | ------------------------------------------------------------- |
| Parti                                                         | Parti                                                         | Candidat                                                      | Votes                                                         | %                                                             |
|                                                               | Républicain                                                   | John Shimkus (sortant)                                        | 181 294                                                       | 70,9                                                          |
|                                                               | Démocrate                                                     | Kevin Gaither                                                 | 74 309                                                        | 29,1                                                          |
|                                                               | Write-In                                                      | Write-In                                                      | 5                                                             | 0,0                                                           |
| Total des votes                                               | Total des votes                                               | Total des votes                                               | 255 608                                                       | 100%                                                          |
|                                                               | Les Républicains conservent                                   |                                                               |                                                               |                                                               |

### 2020
| Élection de 2020 du 15e district congressionnel de l'Illinois, | Élection de 2020 du 15e district congressionnel de l'Illinois, | Élection de 2020 du 15e district congressionnel de l'Illinois, | Élection de 2020 du 15e district congressionnel de l'Illinois, | Élection de 2020 du 15e district congressionnel de l'Illinois, |
| -------------------------------------------------------------- | -------------------------------------------------------------- | -------------------------------------------------------------- | -------------------------------------------------------------- | -------------------------------------------------------------- |
| Parti                                                          | Parti                                                          | Candidat                                                       | Votes                                                          | %                                                              |
|                                                                | Républicain                                                    | Mary Miller (sortante)                                         | 244 947                                                        | 73,4                                                           |
|                                                                | Démocrate                                                      | Erika Weaver                                                   | 88 559                                                         | 26,6                                                           |
| Total des votes                                                | Total des votes                                                | Total des votes                                                | 333 506                                                        | 100%                                                           |
|                                                                | Les Républicains conservent                                    |                                                                |                                                                |                                                                |

### 2022
| Primaire Républicaine de 2022 du 15e district congressionnel de l'Illinois | Primaire Républicaine de 2022 du 15e district congressionnel de l'Illinois | Primaire Républicaine de 2022 du 15e district congressionnel de l'Illinois | Primaire Républicaine de 2022 du 15e district congressionnel de l'Illinois | Primaire Républicaine de 2022 du 15e district congressionnel de l'Illinois |
| -------------------------------------------------------------------------- | -------------------------------------------------------------------------- | -------------------------------------------------------------------------- | -------------------------------------------------------------------------- | -------------------------------------------------------------------------- |
| Parti                                                                      | Parti                                                                      | Candidat                                                                   | Votes                                                                      | %                                                                          |
|                                                                            | Républicain                                                                | Mary Miller (sortante)                                                     | 64 549                                                                     | 57,4                                                                       |
|                                                                            | Républicain                                                                | Rodney Davis                                                               | 47 852                                                                     | 42,6                                                                       |

| Primaire Démocrate de 2022 du 15e district congressionnel de l'Illinois | Primaire Démocrate de 2022 du 15e district congressionnel de l'Illinois | Primaire Démocrate de 2022 du 15e district congressionnel de l'Illinois | Primaire Démocrate de 2022 du 15e district congressionnel de l'Illinois | Primaire Démocrate de 2022 du 15e district congressionnel de l'Illinois |
| ----------------------------------------------------------------------- | ----------------------------------------------------------------------- | ----------------------------------------------------------------------- | ----------------------------------------------------------------------- | ----------------------------------------------------------------------- |
| Parti                                                                   | Parti                                                                   | Candidat                                                                | Votes                                                                   | %                                                                       |
|                                                                         | Démocrate                                                               | Paul Lange                                                              | 21 433                                                                  | 100%                                                                    |

| Élection de 2022 du 15e district congressionnel de l'Illinois | Élection de 2022 du 15e district congressionnel de l'Illinois | Élection de 2022 du 15e district congressionnel de l'Illinois | Élection de 2022 du 15e district congressionnel de l'Illinois | Élection de 2022 du 15e district congressionnel de l'Illinois |
| ------------------------------------------------------------- | ------------------------------------------------------------- | ------------------------------------------------------------- | ------------------------------------------------------------- | ------------------------------------------------------------- |
| Parti                                                         | Parti                                                         | Candidat                                                      | Votes                                                         | %                                                             |
|                                                               | Républicain                                                   | Mary Miller (sortante)                                        | 213 007                                                       | 71,1                                                          |
|                                                               | Démocrate                                                     | Paul Lange                                                    | 86 396                                                        | 28,9                                                          |
| Total des votes                                               | Total des votes                                               | Total des votes                                               | 299 403                                                       | 100%                                                          |
|                                                               | Les Républicains conservent                                   |                                                               |                                                               |                                                               |

### 2024
| Primaire Républicaine de 2022 du 15e district congressionnel de l'Illinois | Primaire Républicaine de 2022 du 15e district congressionnel de l'Illinois | Primaire Républicaine de 2022 du 15e district congressionnel de l'Illinois | Primaire Républicaine de 2022 du 15e district congressionnel de l'Illinois | Primaire Républicaine de 2022 du 15e district congressionnel de l'Illinois |
| -------------------------------------------------------------------------- | -------------------------------------------------------------------------- | -------------------------------------------------------------------------- | -------------------------------------------------------------------------- | -------------------------------------------------------------------------- |
| Parti                                                                      | Parti                                                                      | Candidat                                                                   | Votes                                                                      | %                                                                          |
|                                                                            | Républicain                                                                | Mary Miller (sortante)                                                     | 64 549                                                                     | 57,4                                                                       |

| Élection de 2024 du 14e district congressionnel de l'Illinois | Élection de 2024 du 14e district congressionnel de l'Illinois | Élection de 2024 du 14e district congressionnel de l'Illinois | Élection de 2024 du 14e district congressionnel de l'Illinois | Élection de 2024 du 14e district congressionnel de l'Illinois |
| ------------------------------------------------------------- | ------------------------------------------------------------- | ------------------------------------------------------------- | ------------------------------------------------------------- | ------------------------------------------------------------- |
| Parti                                                         | Parti                                                         | Candidat                                                      | Votes                                                         | %                                                             |
|                                                               | Républicain                                                   | Mary Miller (sortante)                                        | 308 825                                                       | 99,5                                                          |
|                                                               | Write-In                                                      | Write-In                                                      | 1409                                                          | 0,5                                                           |
| Total des votes                                               | Total des votes                                               | Total des votes                                               | 310 234                                                       | 100 %                                                         |
|                                                               | Les Républicains conservent                                   |                                                               |                                                               |                                                               |